# イカ焼き

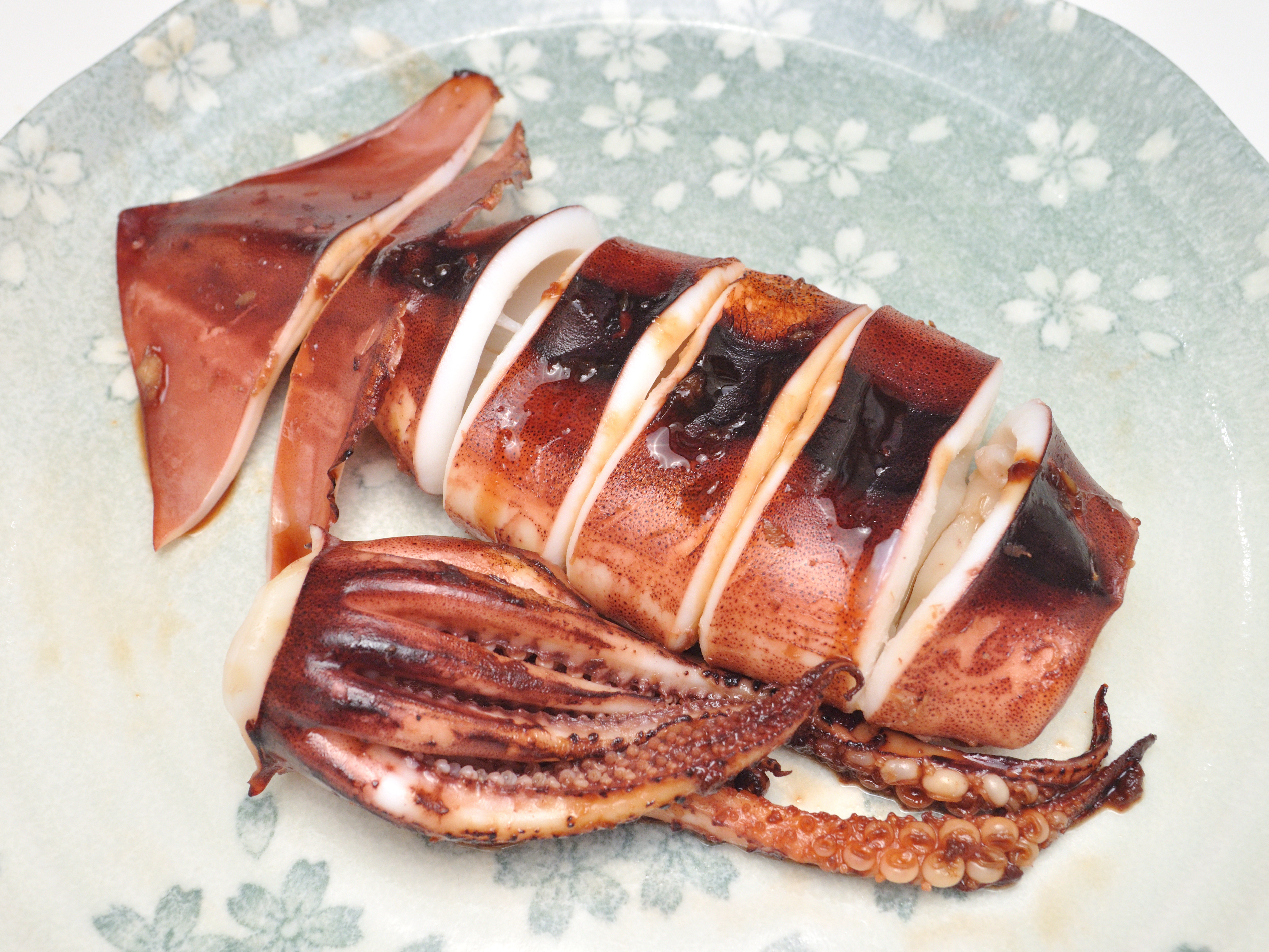
イカ焼き(焼きイカ)

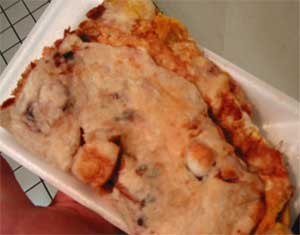
イカ焼き(イカの切り身入り小麦粉料理)

イカ焼き（いかやき、いか焼き、烏賊焼とも書く）は、イカを用いた日本の料理である。
この「イカ焼き」と呼ばれる食べ物は、イカを丸ごと使用して甘しょっぱい醤油味をつけて焼いた「焼きイカ」・「イカの姿焼き」・「イカの丸焼き」とも呼ばれる料理と、小麦粉を焼いたクレープ状の軽食料理の二種類が存在する。

## 概要
以下の「イカ焼き・焼きイカ」、「イカ焼き（小麦粉）」の両者とも、イカを材料に用いている。

### イカ焼き・焼きイカ
日本各地で食べられており、イカ（スルメイカなど）を丸ごと使用し、調理中に甘い醤油の香りが漂う。足だけを使用した料理は「ゲソ」と呼ぶ。居酒屋のメニューに載るなど各種料理店で提供されているが、縁日などの屋台やバーベキューで食される事も多い。イカの姿焼きと呼ぶ地域もある
漁港がある函館市や寺泊、三河一色の名物ともされている。
調理方法
- イカは胴体と足に分けると共に、わた（内臓）を取り除く。胴体に包丁で切れ目を入れる事が多い。
- 鉄板・フライパン・炭火などを使用する網を使用し、イカを焼く。バター醤油を使用して焼く場合がある。焼くと皮が縮む為に、入れられた切れ目が模様となる。
- 醤油（濃口醤油）を主にみりんや砂糖で多少甘味を追加したタレを絡ませて、さらに焼く場合がある（この時、非常に香ばしい香りが広がる）。焼く前に、味噌や醤油や塩麹などで漬け込んで味付けされた物もある。
- 好みによって、七味唐辛子やマヨネーズなどを掛ける。
- 皿に乗せたり、串を使用して食す。

ワタを「ゴロ」と呼ぶ地方などで胴体内にワタを入れて爪楊枝でとめてから調理するものは「イカのゴロ焼き」、ワタだけを焼いた「イカの肝焼き」などのバリエーションも存在する。
味付けをした後に小麦粉を付け、上下から圧力をかけて薄しながら焼いた「イカの姿焼き」・「イカ姿焼きせんべい」も存在する。
調理器具
焼き鳥用の調理器具に金属製の焼き網や鉄板を乗せて使用したり、お好み焼き用の鉄板を利用する場合がある。バーベキュー用設備や家庭用電熱フライパンでも調理される。

### イカ焼き（小麦粉）
一方小麦粉を主体とするいわゆる「粉もの料理」のイカ焼きも存在する。小麦粉の生地にイカの切り身を入れて焼き、甘辛いソースをハケ等で塗る。鉄板で押しつけて焼くため、小麦粉に含まれるグルテンの作用によってコシの強い、もちもちした食感がある。
当初はせんべい職人の賄いとして、せんべいを焼く際に使用する鉄板を用いて焼いて食されていた物が次第に店頭で販売されるようになり、時期は不明だが、住吉大社境内の屋台で販売されていたとも言われている。これが大阪において広く知られるようになったのは、1957年に梅田の阪神百貨店にイカ焼き店が出店したことがきっかけとされている。これを機に人気が出て扱う店が増え、縁日などの臨時店舗や移動車で販売されることもある。阪神百貨店梅田本店地下1階の阪神食品館スナックパーク内のものは行列ができるほどの有名店で、1日に1万枚以上の売り上げがある。さらに阪急・阪神経営統合により博多阪急など阪急系列の店でも販売されるようになった。いか焼きのチェーン店なども近畿中心に増える傾向にあり、移動販売車によるフランチャイズ本部もできているうえ、その味も多様化している。
作り方
小麦粉（強力粉が良い）を水で溶き、よく練った生地にイカの切り身を入れ、数時間寝かす。その生地を熱した鉄板の上に広げ、その上に卵を割って乗せる。
店では専用の鉄板（後述）があり、上下の鉄板で押しつけて薄く平らに焼きあげる。
焼き上がりにお好み焼き用の甘辛いソースを塗って食べる。
家庭ではフライパンでも簡単に作れるが、押しつけて焼くことが困難なので、食感が若干異なる。
種類
阪神食品館スナックパークで売られている種類の名称としては、以下のものがある。
- プレーン - イカ以外の具なし。俗称「素焼き」。
- デラバン - デラ、デラ焼きとも。卵（玉子）入り。「デラックス版」の略。
- 和風デラ - ネギ入り醤油味。

大阪市内には他にも様々な具材をトッピング・メニューとして採用している店舗が多数あり、キムチや千切りのキャベツ、焼きそば用のそば玉やすじこんとネギ（ねぎ焼き風）、加熱食用の溶けるチーズやサイコロ状の餅を入れるなど、バリエーションは豊富である。通常は2つ折り半月状に重ねて販売され、包装材を持手としてそのままかぶりつくか、発泡スチロール製トレー類などにラッピングされた場合は箸で食すのが一般的である。
器具・機器
家庭用イカ焼き器は、一辺21センチメートル前後の四角い鉄板を2枚合わせ、およそ直径180ミリメートルのイカ焼きを1枚ずつ60秒程度で加工できるが、器具の特性上、器具持手を支点とし、そのまま持ち上げて表裏を回転させながらガス火式や電熱式コンロなどで加熱するため、握力と少々腕力が必要である。
市販されるイカ焼きは専用の業務用イカ焼き機器で1度の加工当たり、直径90ミリメートルから180ミリメートルのイカ焼きを2枚から6枚程度プレスする。190度から210度程度の高温に熱した、厚さ9 - 23ミリメートルの鉄板を上下から同時に押しつけることにより、約30秒から45秒程度の短時間で焼き上げることが可能である。なお、業務用イカ焼き機器の特性から、複数台の機器を2 - 7台並列に配置することにより、狭い場所でも大量生産できる。
1950年代に、シルバー食品機械が阪神百貨店の地下スナック・パーク内、通称・阪神いか焼き店よりの開発依頼により、特別注文生産機械として上下・ガス赤外線シュバンクバーナー仕様の7連式を導入したのが、業務用イカ焼き機器の発生歴史推移としての元祖である。しかし、機械幅があまりにも広いため、焼き上がったいか焼きを機械の端から端まで手渡しできないため、商品移送コンベアを機械奥上部に備えた。昭和45年 - 60年当時はいか焼き購入のために行列を並ぶ客からそのコンベヤーが間近に観られたため、「いか焼きはコンベヤで焼かれている」と噂されたほどである。近年ではインターネットの普及により、阪神いか焼き店厨房内もあちらこちらで画像データが公開されていることも手伝い、これらの噂は皆無になった。
1960年以降、阪神いか焼きを堪能した商業ベースを望む企業家の声に応じ、シルバー食品機械は量産型いか焼き機器の開発を開始。1963年、量産型いか焼き機器として、上部赤外線ガスバーナー仕様で下部パイプバーナー仕様の、上下熱源方式の違った2連式キャスター付いか焼き機器が誕生した。後に、シュバンク・バーナーユニットの価格低下と上下同熱源を使うことでの遠赤外線効果増大に伴い、いか焼き機器は上下熱源とも赤外線ガスバーナー仕様となった。
1980年代に入り、大型小売店舗フードコートやチェーン店舗方式の居酒屋店やお好み焼き店舗などが増加の一途を辿り、上記2連式キャスター付では設置スペースが採れないという要望が多数シルバー食品機械へ寄せられたことから、新型案件機材として上下赤外線ガスバーナー仕様402si型卓上1丁式いか焼き機器が誕生した。さらに1985年、前出居酒屋チェーン店舗より「上下に突き出ている、鉄板を挟み込む“鉄の棒”（シルバー食品機械社内呼称＝箸）が邪魔であるので、切断して欲しい。」の要望に応え、上下赤外線ガスバーナー仕様402si型卓上1丁式取っ手タイプいか焼き機器が誕生した。1987年、厨房環境のガスレス化の動きとパート・アルバイト従業員のマニュアル化増大に伴い、操作手順に熟練を要さないとの意図から、熱源に強力な赤外線シーズヒーターを用いた電気仕様卓上1丁式いか焼き機器がニチワ電機株式会社より発売された。